# Kurnik.pl

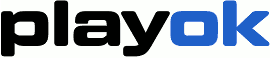
Logo wersji międzynarodowej

Kurnik.pl (stylizowany na kurnik.pl) – darmowy polski serwis gier online uruchomiony 15 czerwca 2001 przez Marka Futregę. Pod adresem www.playok.com dostępna jest wersja międzynarodowa.

## Opis serwisu
Serwis oferuje tradycyjne gry planszowe i karciane typu szachy, warcaby, brydż, tysiąc, makao, chińczyk, kości, domino, kalambury, kierki, tryktrak, pan itp.
Oferowane gry działają w technologii HTML5.
Do 1 maja 2002 na Kurniku można było grać w scrabble, dostępne pod nazwą Szkrable. Na skutek listu od firmy Cronix (właściciel praw do rozpowszechniania tej gry przez internet), w którym zapowiadano wkroczenie na drogę prawną, Kurnik zaoferował grę Literaki (stylizowaną na literaki ;-), gdzie emotikon „;-)” jest częścią nazwy), która różniła się od Scrabble wyglądem planszy przy zachowaniu jej zasad. Firma Cronix uznała te zmiany za niewystarczające. Marek Futrega oświadczył wtedy, że „bez sensu jest oferować grę, która różni się od oryginału tylko wyglądem planszy i nazwą – znacznie lepiej zaoferować inną grę, która może być do niej konkurencyjna” i wkrótce zmienił zasady gry, a grę Literaki uczynił własnością publiczną. Nazwa ta została przetłumaczona na inne języki jako Literaxx.
O dopuszczalności słów w Literakach decyduje słownik SJP.pl (daw. Słownik alternatywny).

## Historia serwisu
W 2003 i 2005 były przeprowadzone kwesty na zakup serwerów.
W sierpniu 2009 roku serwis kurnik.pl wystawiono na aukcji na allegro.pl, jednak do sprzedaży nie doszło.

### Kalendarium
- 15.06.2001 – Utworzenie strony oraz zapowiedź statków i szewca, które nigdy się nie pojawiły[3][4].
- 26.11.2001 – Ranking – w tym okresie znany jako drabinka[5].
- 27.03.2002 – Kierki amerykańskie, makao, piki, skat[6]
- 29.04.2002 – Młynek i tryktrak[6]
- 01.05.2002 (???) – Szkrable
- 01.05.2002 – zmiana nazwy Szkrabli na Literaki[6]
- 23.05.2002 – Remik i ogórek[6]
- 27.07.2002 – Zakaz cofania w niektórych grach[6]
- 09.08.2002 – angielska wersja językowa[6]
- 12.08.2002 – czwórki[6]
- 23.01.2003 – konkurs na logo kurnika[6]
- 18.02.2003 – Go i hex[6]
- 22.02.2003 – Słownik alternatywny, znany aktualnie jako Słownik Języka Polskiego
- 26.05.2003 – zbiórka na nowy serwer dla Kurnika[7]
- 05.06.2003 – Nowy serwer – dwa procesory Xeon 2.8 GHz, 4 GB pamięci RAM, dysk SCSI Ultra320 o pojemności 72 GB; w sumie kosztował 22.5 tys. zł[potrzebny przypis]
- 02.08.2003 – Renju i pente
- 12.06.2003 – Ogłoszenie konkursu programistycznego[8]
- 07.10.2004 – zasady gier na licencji CC-BY-NC
- 01.09.2004 – 66, binokel, dureń, euchre, kanasta, kribydź
- 20.04.2004 – domino, kalambury, piłka, chińczyk
- 02.04.2004 – kurnik w sieci serwisów portalu O2.pl
- 23.11.2005 – szogi, netopol
- 03.05.2005 – kości, mankala, szachy chińskie, mahjong, kulki, 7 liter
- 06.04.2006 – Grupy dyskusyjne
- 03.08.2006 – szachy 960 (inna wersja)
- wrzesień 2006 – Czarna lista
- 05.04.2008 – Zmiana nazwy grup dyskusyjnych, na forum, zmiana nazwy zagranicznego kurnika na PlayOK.com
- 03.06.2009 – likwidacja forum
- 07.02.2009 – zniknięcie bloga
- maj 2009 – pierwsze turnieje. Z początku nazywane klubami, początkowo zaś zorganizowane dla makao, stanowiły połączenie pokoju zwykłego z turniejowym
- 04.08.2009 – wystawienie Kurnika na Allegro